# Emilie Flöge
Emilie Louise Flöge, född 30 augusti 1874 i Wien, död 26 maj 1952 i samma stad, var en österrikisk modedesigner och företagare. Hon var konstnären Gustav Klimts livskamrat.
Emilie Flöge var dotter till sjöskumsfabrikanten Hermann Flöge. Hon var bekant med familjen Klimt sedan barndomen, och hennes syster Helene var gift med Gustavs bror. År 1904 grundade hon tillsammans med sina två systrar modehuset Schwestern Flöge på Mariahilfer Straße i Wien, som blev en stor framgång och tidvis sysselsatte 80 sömmerskor och tre tillskärare. Emilie innehade rollen som konstnärlig ledare, och reste två gånger om året till modecentren i Paris och London. I designande av kläder samarbetade hon ibland med livspartnern Klimt. Flöge undvek livstycken i sin design och skapade istället stora, bekväma plagg som påminde om kaftaner eller 1800-talets reformdräkter, med mönster inspirerade av ungerskt och slaviskt broderi. I samband med nazisternas annektering av Österrike 1938 flydde eller deporterades många av hennes kunder som var judiska, och Schwestern Flöge tvingades stänga.

## Galleri

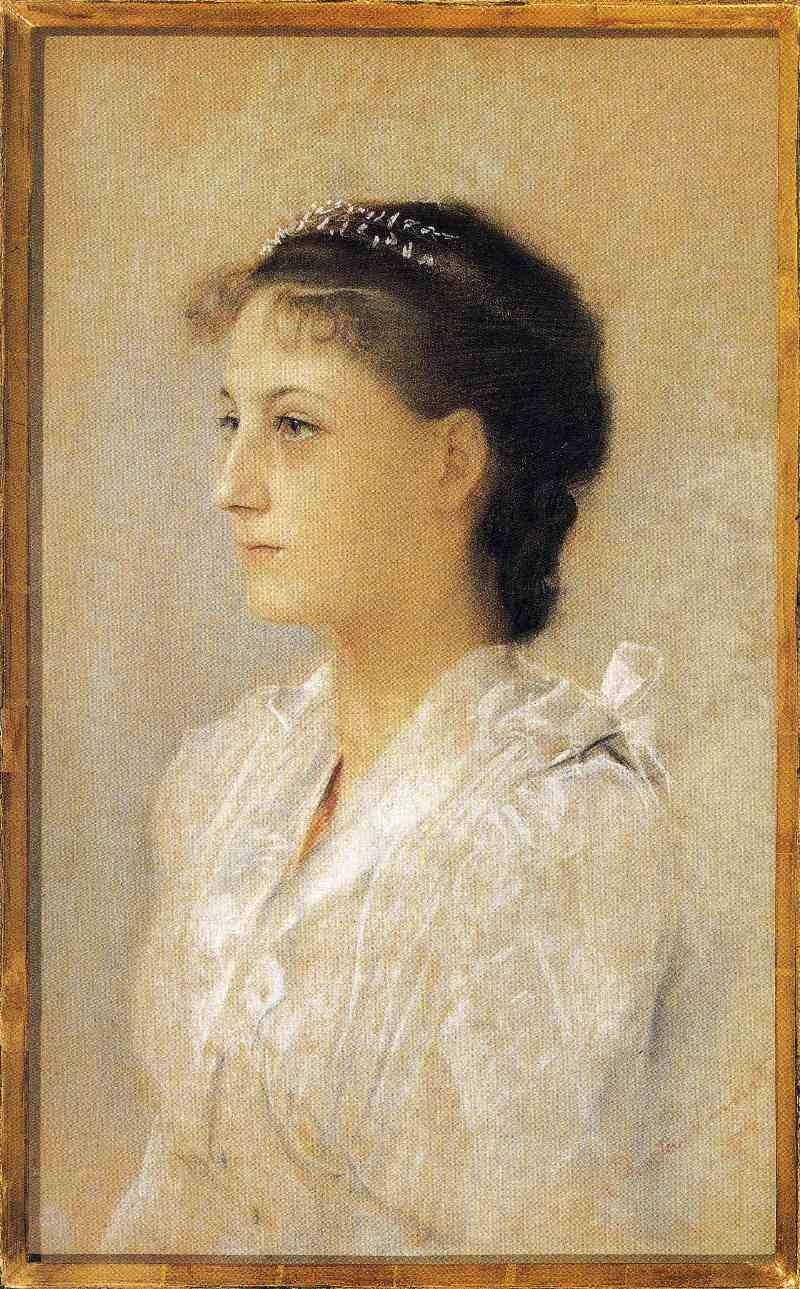
Flöge målad av Klimt, 1891.
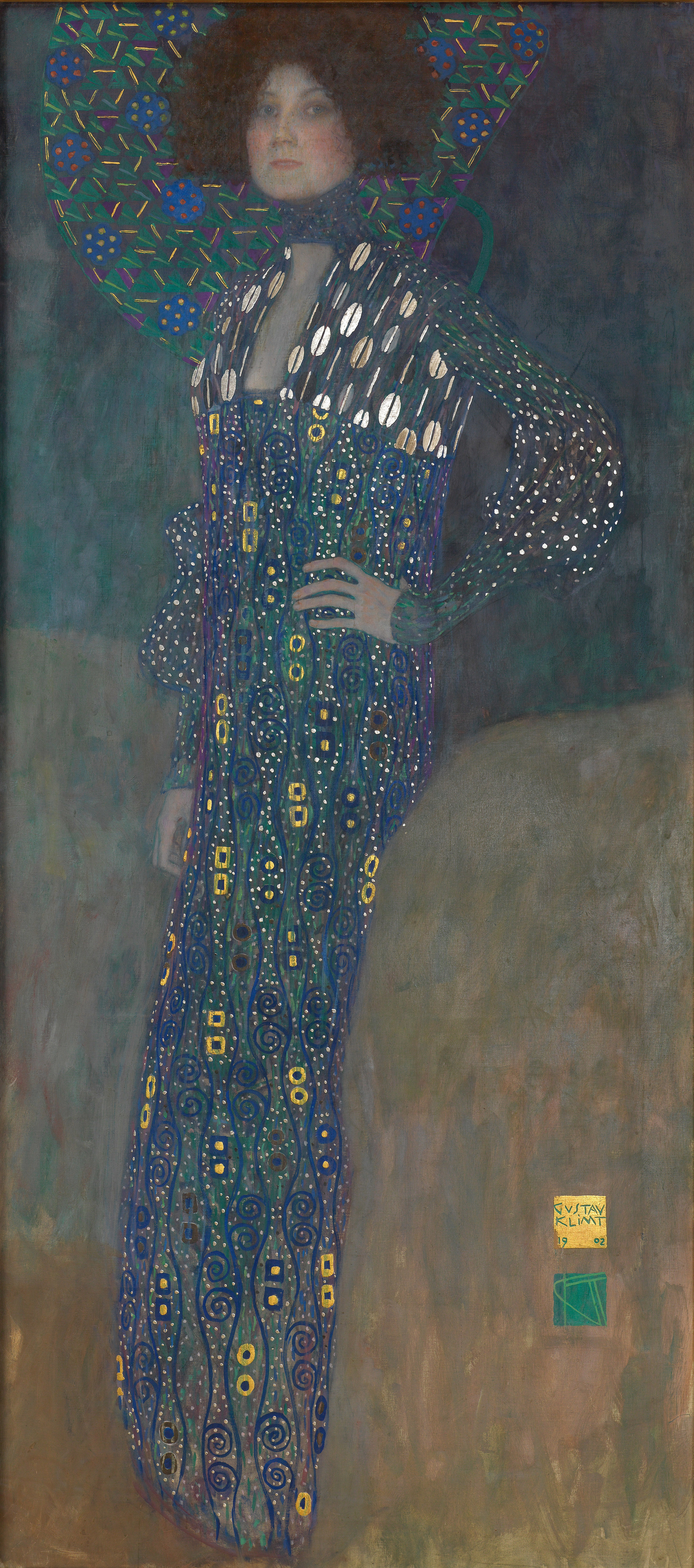
Flöge målad av Klimt, 1902.
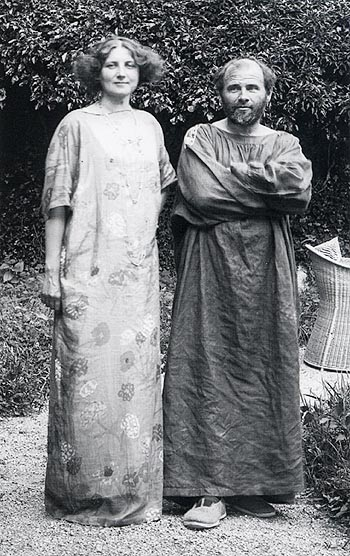
Flöge och Klimt.
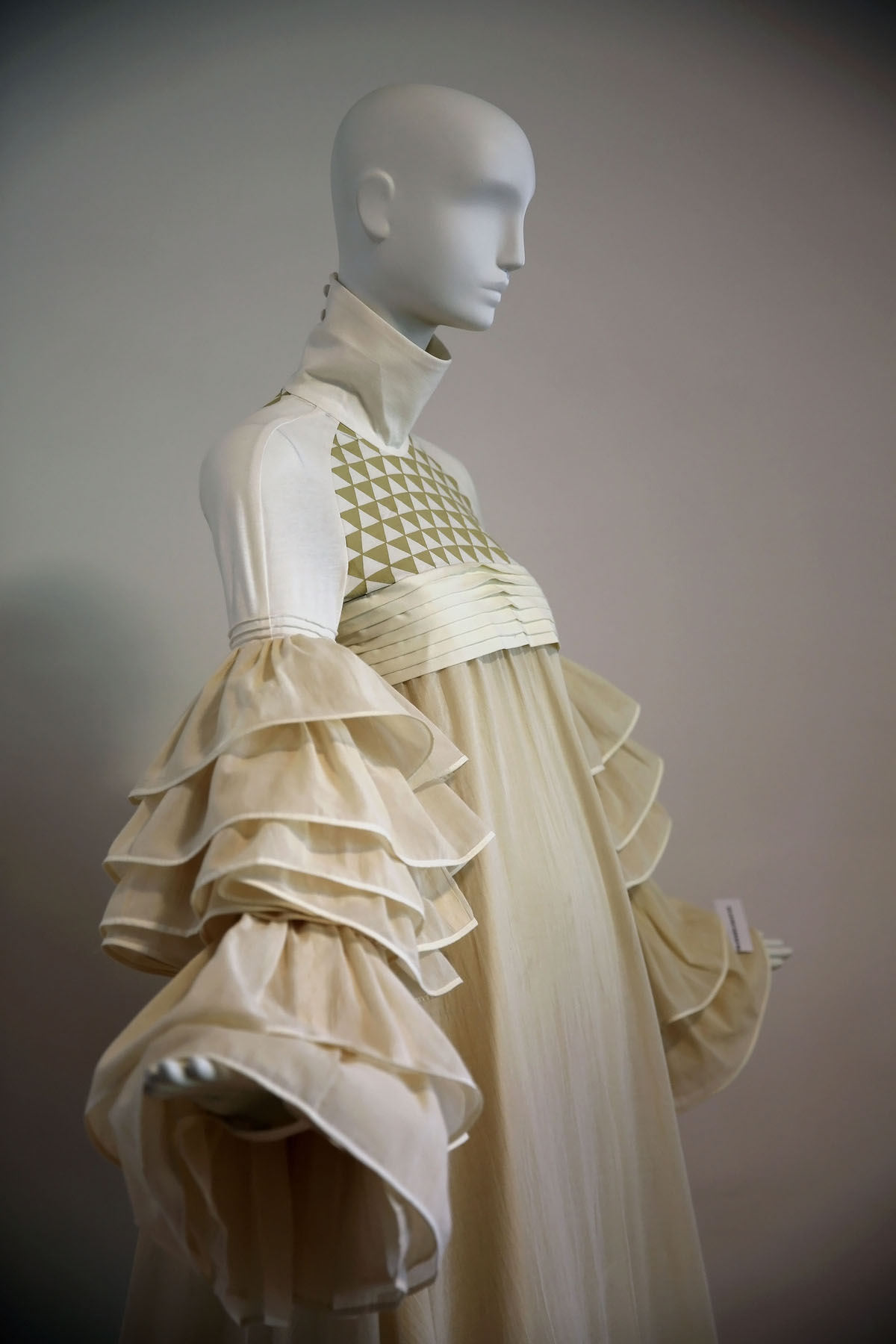
Rekonstruktion av en Flöge-klänning från 1909.
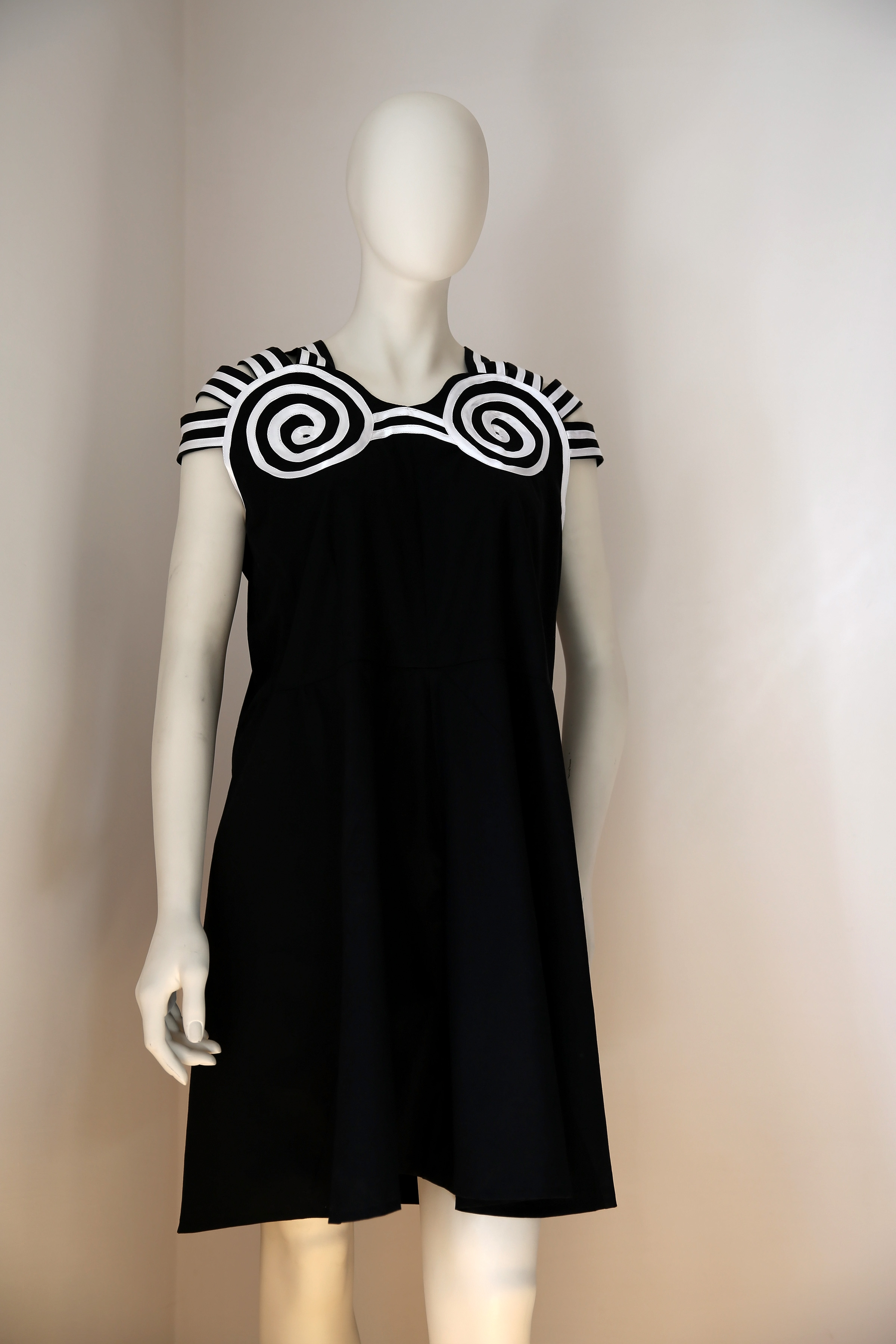
Baddräkt designad av Flöge, 1910.